# .do
.do és el domini territorial de primer nivell (ccTld) per a la República Dominicana. NIC.Do administra el domini des de 1991.
- .do: Ús general
- art.do: Institucions d'art
- com.do: Organitzacions comercials
- edu.do: Institucions acadèmiques
- gob.do / gov.do: Institucions governamentals
- mil.do: Institucions militars
- net.do: Proveïdors de servei d'internet
- org.do: Institucions no governamentals
- sld.do: Institucions de salut
- web.do: Desenvolupament de webs i serveis